# Turi (Sleman)
Turi ist ein Distrikt (Kecamatan) im Regierungsbezirk (Kabupaten) Sleman der Sonderregion Yogyakarta im Süden der Insel Java. Der Kecamatan liegt im Norden des Kabupatens. Ende 2021 zählte er 37.568	Einwohner auf 43,09 km² Fläche.

## Geographie
Turi hat folgende Kecamatan als Nachbarn:
| Richtung0000 | Name Kec. | Kabupaten | Provinz     |
| Nordwesten   | Srumbung  | Magelang  | Zentraljava |
| Norden       | Srumbung  | Magelang  | Zentraljava |
| Osten        | Pakem     | Sleman    | DIY*        |
| Süden        | Sleman    | Sleman    | DIY         |
| Südwesten    | Tempel    | Sleman    | DIY         |
| Osten        | Seyegan   | Sleman    | DIY         |

* D.I.Yogyakarta

## Verwaltungsgliederung
Der Kecamatan (auch Kapanewon genannt) gliedert sich in vier ländliche Dörfer (Desa, auch Kalurahan genannt):
| PUM-Code 1    | Desa        | Fläche (km²) | Bevölkerung zur Volkszählung 2 | Bevölkerung zur Volkszählung 2 | Bevölkerung zur Volkszählung 2 | Bevölkerung zur Volkszählung 2 | Bevölkerung zur Volkszählung 2 | Bevölkerung zur Volkszählung 2 | Padu- kuhan 4 | RW/ RT 5 |
| PUM-Code 1    | Desa        | Fläche (km²) | 002000                         | 002010                         | Männer                         | Frauen                         | 2020                           | Dichte 3                       | Padu- kuhan 4 | RW/ RT 5 |
| ------------- | ----------- | ------------ | ------------------------------ | ------------------------------ | ------------------------------ | ------------------------------ | ------------------------------ | ------------------------------ | ------------- | -------- |
| 34.04.15.2001 | Bangunkerto | 7,03         | 7.449                          | 8.266                          | 4.523                          | 4.482                          | 9.005                          | 1.280,9                        | 12            | 29/65    |
| 34.04.15.2002 | Donokerto   | 7,41         | 7.034                          | 8.331                          | 4.511                          | 4.721                          | 9.232                          | 1.245,9                        | 16            | 33/74    |
| 34.04.15.2003 | Girikerto   | 13,07        | 6.543                          | 7.360                          | 4.032                          | 4.053                          | 8.085                          | 618,6                          | 13            | 26/66    |
| 34.04.15.2004 | Wonokerto   | 15,58        | 8.098                          | 9.144                          | 5.165                          | 5.072                          | 10.237                         | 657,1                          | 13            | 29/63    |
| 34.04.15      | Kec. Turi   | 43,09        | 29.124                         | 33.101                         | 18.231                         | 18.328                         | 36.559                         | 848,4                          | 54            | 117/268  |

* Alternative Schreibweise einiger Dörfer (BPS): Bangun Kerto, Giri Kerto und Wono Kerto.

## Demographie
Grobeinteilung der Bevölkerung nach Altersgruppen (zum Zensus 2020)
| Altersgruppen | 00Männer | 00Frauen | zusammen |
| ------------- | -------- | -------- | -------- |
| 0 – 14        | 3.939    | 3.714    | 7.653    |
| 15 – 64       | 12.598   | 12.625   | 25.223   |
| 65+           | 1.694    | 1.989    | 3.683    |
| gesamt        | 18.231   | 18.328   | 36.559   |
| anteilig (%)  |          |          |          |
| 0 – 14        | 21,61    | 20,26    | 20,93    |
| 15 – 64       | 69,10    | 68,88    | 68,99    |
| 65+           | 9,29     | 10,85    | 10,07    |

### Bevölkerungsentwicklung
In den Ergebnissen der sieben Volkszählungen seit 1961 ist folgende Entwicklung ersichtlich:
| Einheit/Jahr     | 1961         | 1971         | 1980         | 1990         | 2000         | 2010         | 2020         |
| ---------------- | ------------ | ------------ | ------------ | ------------ | ------------ | ------------ | ------------ |
| Kec. Turi        | 24.218       | 25.587       | 26.037       | 26.447       | 29.124       | 33.101       | 36.559       |
| Anteil in %      | 4,69         | 4,35         | 3,84         | 3,39         | 3,23         | 3,03         | 3,25         |
| Kab. Sleman      | 516.653      | 588.313      | 677.323      | 780.334      | 901.377      | 1.093.110    | 1.125.804    |
| Sonderregion DIY | 00 2.231.062 | 00 2.487.177 | 00 2.750.025 | 00 2.912.611 | 00 3.120.478 | 00 3.457.491 | 00 3.66.8719 |